# Friedrichiet
Het mineraal friedrichiet is een lood-koper-bismut-sulfide met de chemische formule Pb5Cu5Bi7S18.

## Eigenschappen
Het opaak zilvergrijze friedrichiet heeft een metallische glans. Het kristalstelsel is orthorombisch. Friedrichiet heeft een gemiddelde dichtheid van 6,98, de hardheid is 4 en het mineraal is niet radioactief.

## Naamgeving
Het mineraal friedrichiet is genoemd naar de Oostenrijkse hoogleraar O.M. Friedrich.

## Voorkomen
De typelocatie van friedrichiet is gelegen in de Sedl regio in Salzburg, Oostenrijk. Het mineraal wordt verder gevonden in de Estela mijn in het Julcani district, Junín, Peru.